# ضفادع الورق
ضفادع الورق (بالإنجليزية: Phyllomedusinae)‏ هي تحت فصيلة من الشرغوفيات (ضفادع الشجر)، وجدت في المناطق المدارية الجديدة. يحتوي الجنس النوعي ضفدع الورق على أكثر من نصف الأنواع المعروفة ضمن هذه التحت فصيلة.